# ميليتشا شبيكيتش
ميليتشا شبيكيتش مواليد 28 مارس 1991 في ياغودينا، جمهورية يوغوسلافيا الاشتراكية الاتحادية، هي لاعبة كرة سلة صربية. بدأت مسيرتها الاحترافية في سنة 2009. وتحمل الرقم 11. لعبت مع نادي بارتيزان لكرة السلة للسيدات في الدوري الصربي لكرة السلة للسيدات.

## روابط خارجية
- ميليتشا شبيكيتش على موقع كرة السلة الأوروبية.كوم (الإنجليزية)